# Maddie Hasson
Madelaine "Maddie" Hasson, född 4 januari 1995 i New Bern i North Carolina, är en amerikansk skådespelerska. Hon är känd för att spela rollen som Willa Monday, i Fox-serien The Finder. Hon har också medverkat i ABC Family-serien Twisted. Hon spelade dessutom huvudrollen som Henrietta "Henry" Coles, i YouTube Premium-serien Impulse.

## Biografi
Hasson föddes i staden New Bern, belägen i den amerikanska delstaten North Carolina, som dotter till föräldrarna Catherine och Michael Hasson. Hon växte därefter upp i hamnstaden Wilmington i samma delstat, där hon gick på Cape Fear Academy, och var tävlingsdansare, under åtta års tid. Hasson uppträdde under sin barndom/tonårstid i en mängd olika scenproduktioner, såsom Grey Gardens och The Best Little Whorehouse in Texas. Hon skulle senare dessutom komma att provspela för en del filmer, tillsammans med en lokal castingregissör, vid namn Jackie Burch.

## Karriär
Hassons allra första callback för The CW-serien The Secret Circle. Hon blev dock aldrig castad till denna serie, men hon skulle dock vid ett senare tillfälle, komma att vinna rollen som Willa Monday, i Fox-serien The Finder. År 2012 reste Hasson hela vägen till Canton, Ohio, för att spela in filmen Underdogs. Hon medverkade sedan i rollen som Jo Masterson, i ABC Family-serien Twisted. År 2015 syntes hon i rollen som Hank Williams andra hustru/änka, Billie Jean, i biografifilmen I Saw the Light. Samma år var hon även med i en indiefilm, vid namn Good After Bad. Året efter, det vill säga år 2016, var hon med i ytterligare en indiefilm, vid namn Novitiate. År 2018 började hon även med att spela huvudrollen som Henrietta "Henry" Coles, i YouTube Premium-serien Impulse.

## Privatliv
Hasson flyttade, på grund av sitt jobb, till Los Angeles, tillsammans med sin mor Catherine, och fick i och med detta avsluta sina high school-studier, via onlinekurser på nätet. Hon bor sedan därefter, helt och hållet i Los Angeles.
Hasson kom ut som bisexuell, i januari 2021. Hon har varit gift tillsammans med Julian Brink, sedan år 2015.

## Filmografi (i urval)

### Filmer
- 2011 – God Bless America
- 2013 – Underdogs
- 2015 – I Saw the Light
- 2017 – Novitiate
- 2019 – We Summon the Darkness
- 2021 – Malignant
- 2022 – Taurus

### TV-serier
- 2012 – The Finder (TV-serie)
- 2012 – Grimm (TV-serie)
- 2013–2014 – Twisted (TV-serie)
- 2017 – Mr. Mercedes (TV-serie) (även 2019)
- 2018–2019 – Impulse (TV-serie)
- 2022 – The Recruit (TV-serie)